# Architekturgebäude (TU Darmstadt)
Das Architekturgebäude der Technischen Universität Darmstadt ist ein Bauwerk im Stil des Brutalismus, das von 1967 bis 1969 als erstes Gebäude auf dem neuen Campus Lichtwiese in Darmstadt errichtet wurde. Es dient seither als Sitz des Fachbereichs Architektur der Hochschule.

## Architektur und Geschichte
Das Hochschulgebäude für den Architektur-Fachbereich der damaligen Technischen Hochschule Darmstadt wurde von Juli 1967 bis 1969 erbaut. Es entstand in einer Systembauweise, auch bekannt als „Darmstädter Bausystem“. Stilistisch lässt sich die Architektur des Gebäudes dem Brutalismus und der Moderne zuordnen. Entworfen wurde es von jungen Architekten des Hochschulbauamts Darmstadt.

## Kunst am Bau
- Am Südrand des Atriums befindet sich ein Bronzerelief von Alfred Hrdlicka.
- Am Nordrand des Architekturgebäudes steht die 1970 geschaffene Bronzeskulptur Rufzeichen III von Fritz Koenig.

## Denkmalschutz
Aus architektonischen und stadtgeschichtlichen Gründen steht das Fachbereichsgebäude unter Denkmalschutz.

## Nutzung

### Hauptgebäude
Funktionen:

Erdgeschoss
- Modeliersaal
- Modellbauwerkstatt
- Computerraum
- EDV-Werkstatt
- Druckzentrum Lichtwiese
- zwei Fachgebiete
- Café
- Hausmeister
- Dekanat

1. Obergeschoss
- Galerie
- vier Fachgebiete
- zwei Seminarräume

2. Obergeschoss
- drei Fachgebiete
- zwei Seminar- bzw. studentische Arbeitsräume
- ein kleiner studentischer Arbeitsraum
- ein 3D-Druck-Raum

3. Obergeschoss
- vier Fachgebiete
- zwei studentische Arbeitsräume
- ein Computerraum
- begehbares Dach

4. Obergeschoss
- vier Fachgebiete
- zwei studentische Arbeitsräume

5. Obergeschoss
- vier Fachgebiete
- zwei studentische Arbeitsräume

### Nebengebäude
Funktionen:
- zwei kleine Hörsäle (L3|01 - 91 und L3|01 - 92)
- ein großer Hörsaal (L3|01 - 93)

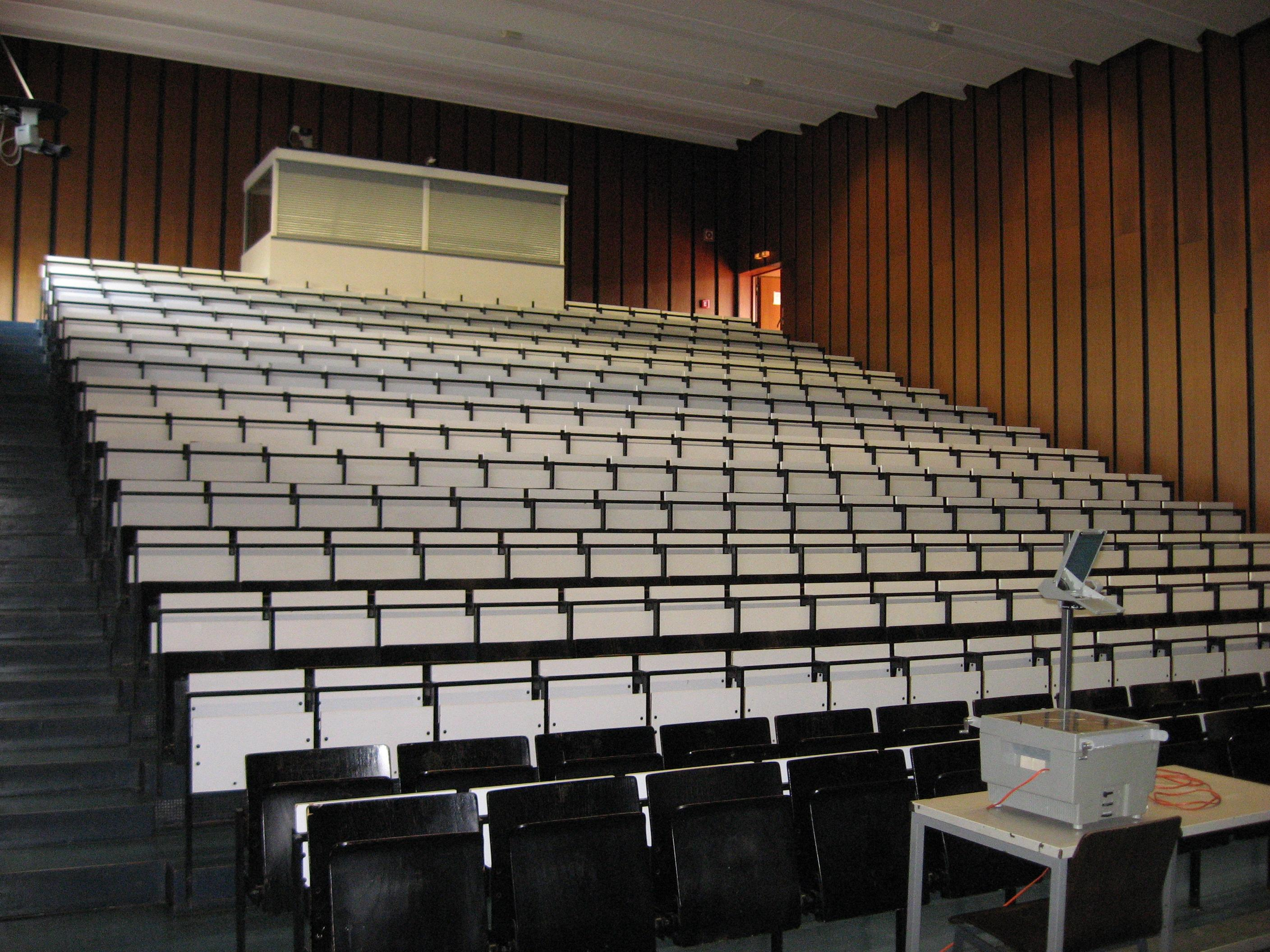
L3 01 - 93 (Großer Hörsaal)

- zwei Fachgebiete (Institut für Baubetrieb; Lernzentrum Maschinenbau)
- Personalrat
- AStA
- Eltern-Kind-Raum

## Sanierung
In den 2010er-Jahren begann die Sanierung des maroden Gebäudes.

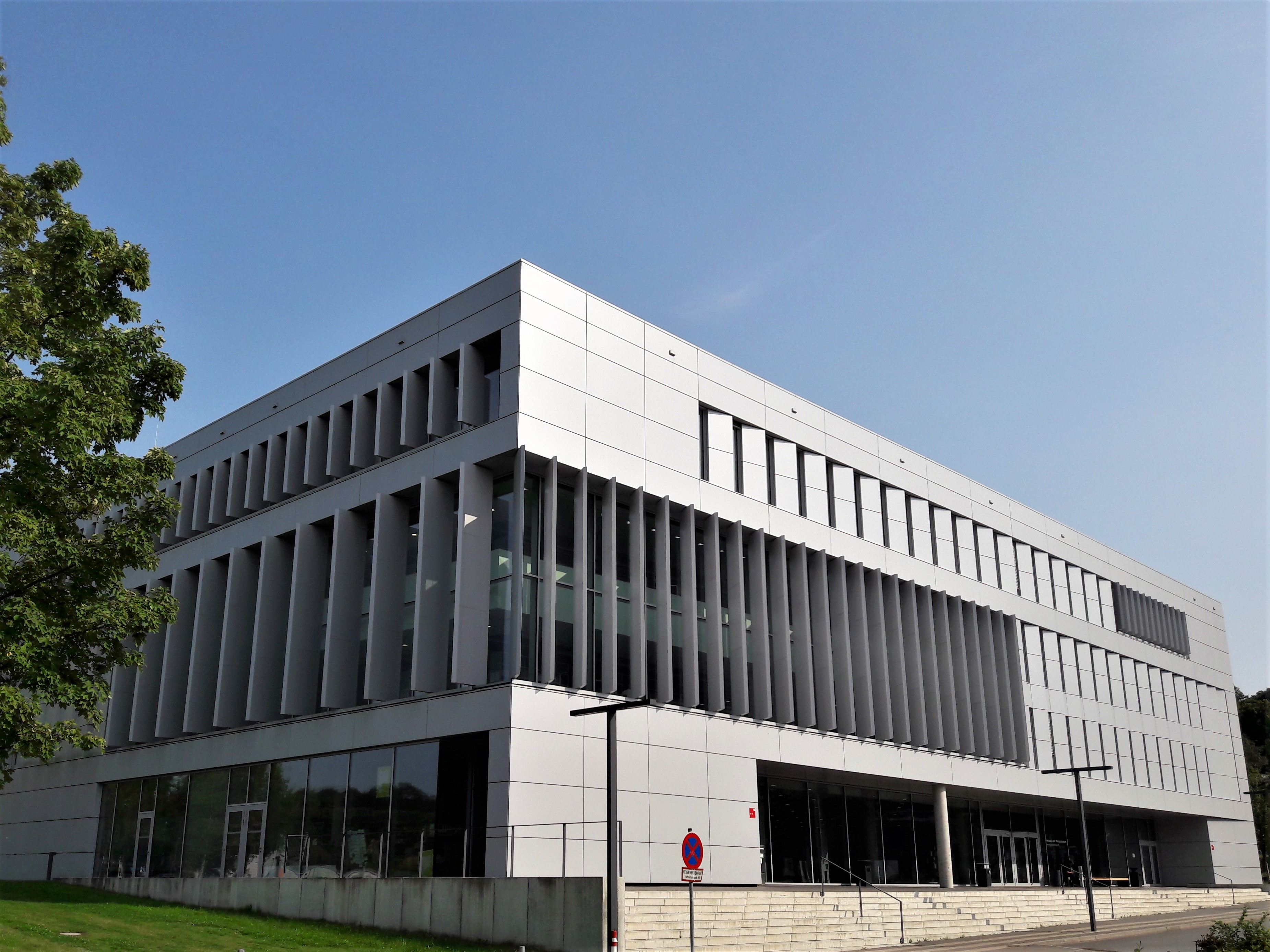
Hörsaal- und Medienzentrum am Campus Lichtwiese (ULB Lichtwiese)

Der erste Bauabschnitt bezog sich auf den niedrigeren Nebenbau des Architekturgebäudes. In ihm war bis dahin neben zwei Fachgebieten das Fachbereichs Bauingenieurwesen auch ein Teil der Universitäts- und Landesbibliothek Darmstadt untergebracht, die in den zuvor errichteten Neubau des Hörsaal- und Medienzentrums umzog.
Das Hauptgebäude des Fachbereichs Architektur wurde im zweiten Bauabschnitt ab 2019 einer Brandschutz-Ertüchtigung sowie einer energetischen und infrastrukturellen Sanierung unterzogen. Die Bauarbeiten finden über mehrere Jahre im laufenden Betrieb statt.